# British Home Championship 1929/30
De British Home Championship van 1929/30 was de 42e editie van de British Home Championship. Het toernooi werd gehouden van 19 oktober 1929 tot en met 5 april 1930. Engeland werd kampioen.

## Eindstand
| Team          | Gsp | W | G | V | DV | DT | DS  | Ptn |
| ------------- | --- | - | - | - | -- | -- | --- | --- |
| Engeland      | 3   | 3 | 0 | 0 | 14 | 2  | +12 | 6   |
| Schotland     | 3   | 2 | 0 | 1 | 9  | 8  | +1  | 4   |
| Noord-Ierland | 3   | 1 | 0 | 2 | 8  | 6  | +2  | 2   |
| Wales         | 3   | 0 | 0 | 3 | 2  | 17 | –15 | 0   |

## Wedstrijden
|                                                    |               |                                         |          |                                                                            |
| 19 oktober 1929 «onderlinge duels» 15:00 uur (UTC) | Noord-Ierland | 0 – 3                                   | Engeland | Windsor Park, Belfast Toeschouwers: 37.000 Scheidsrechter: Tom Small (SCO) |
| 19 oktober 1929 «onderlinge duels» 15:00 uur (UTC) |               | 37' Ernest Hine 42', 80' George Camsell |          | Windsor Park, Belfast Toeschouwers: 37.000 Scheidsrechter: Tom Small (SCO) |

|                                                    |                                      |       |                                                          |                                                                                 |
| 26 oktober 1929 «onderlinge duels» 15:00 uur (UTC) | Wales                                | 2 – 4 | Schotland                                                | Ninian Park, Cardiff Toeschouwers: 20.000 Scheidsrechter: William McClean (NIR) |
| 26 oktober 1929 «onderlinge duels» 15:00 uur (UTC) | Taffy O'Callaghan 47' Len Davies 48' |       | 9', 20' Hughie Gallacher 82' Alex James 88' Jimmy Gibson | Ninian Park, Cardiff Toeschouwers: 20.000 Scheidsrechter: William McClean (NIR) |

|                                                     |                                                                    |       |       |                                                                                  |
| 20 november 1929 «onderlinge duels» 14:30 uur (UTC) | Engeland                                                           | 6 – 0 | Wales | Windsor Park, Belfast Toeschouwers: 32.945 Scheidsrechter: William McClean (NIR) |
| 20 november 1929 «onderlinge duels» 14:30 uur (UTC) | Tosh Johnson 12', 65' George Camsell 16', 61', 75' Hugh Adcock 70' |       |       | Windsor Park, Belfast Toeschouwers: 32.945 Scheidsrechter: William McClean (NIR) |

|                                                      |                                                               |       |       |                                                                          |
| 1 februari 1930 «onderlinge duels» 15:00 uur (UTC+1) | Noord-Ierland                                                 | 7 – 0 | Wales | Celtic Park, Belfast Toeschouwers: 16.000 Scheidsrechter: Tom Crew (ENG) |
| 1 februari 1930 «onderlinge duels» 15:00 uur (UTC+1) | Joe Bambrick 12', 43', 51', 59', 64', 88' Andy McCluggage 90' |       |       | Celtic Park, Belfast Toeschouwers: 16.000 Scheidsrechter: Tom Crew (ENG) |

|                                                     |                                                |       |                  |                                                                                |
| 22 februari 1930 «onderlinge duels» 15:00 uur (UTC) | Schotland                                      | 3 – 1 | Noord-Ierland    | Celtic Park, Glasgow Toeschouwers: 31.808 Scheidsrechter: Arnold Josephs (ENG) |
| 22 februari 1930 «onderlinge duels» 15:00 uur (UTC) | Hughie Gallacher 32', 61' George Stevenson 72' |       | 39' Harold McCaw | Celtic Park, Glasgow Toeschouwers: 31.808 Scheidsrechter: Arnold Josephs (ENG) |

|                                                 |                                                          |       |                        |                                                                                    |
| 5 april 1930 «onderlinge duels» 15:15 uur (UTC) | Engeland                                                 | 5 – 2 | Schotland              | Wembley Stadium, Londen Toeschouwers: 87.375 Scheidsrechter: William McClean (NIR) |
| 5 april 1930 «onderlinge duels» 15:15 uur (UTC) | Vic Watson 11', 28' Ellis Rimmer 33', 55' David Jack 49' |       | 49', 62' Jimmy Fleming | Wembley Stadium, Londen Toeschouwers: 87.375 Scheidsrechter: William McClean (NIR) |